# Бюде, Гийом
Гийом Бюде́ (фр. Guillaume Budé; 26 января 1467, Париж — 22 августа 1540, там же) — французский филолог-классик, крупнейший знаток греческого языка эпохи Ренессанса, основатель Коллеж де Франс и библиотеки в Фонтенбло (давшей начало Национальной библиотеке Франции).

## Биография
Бюде родился в семье высокопоставленного чиновника. Получил юридическое образование в Орлеанском университете, где учился без особого энтузиазма и до 1492 года не проявлял интереса к штудиям, увлекаясь охотой. Затем с большим рвением взялся за самообразование. Бюде служил в государственном совете, назначен Карлом VIII королевским секретарём; исполнял дипломатические поручения Людовика XII (две миссии в Италии в 1501 и 1505 годах), а затем Франциска I, неизменно сопровождал последнего в его поездках. В 1522 году назначен королевским библиотекарем и прево парижских купцов. В совершенстве владел греческим языком. В 1530 году по его предложению был учреждён Коллегиум трёх языков, где преподавали греческий язык, латынь и иврит; позднее он был преобразован в Коллеж де Франс.
В 1533 году Бюде отговорил короля от наложения запрета на книгопечатание (на чём настаивали профессора Сорбонны). Умер под подозрением в наклонности к кальвинизму.

## Творчество

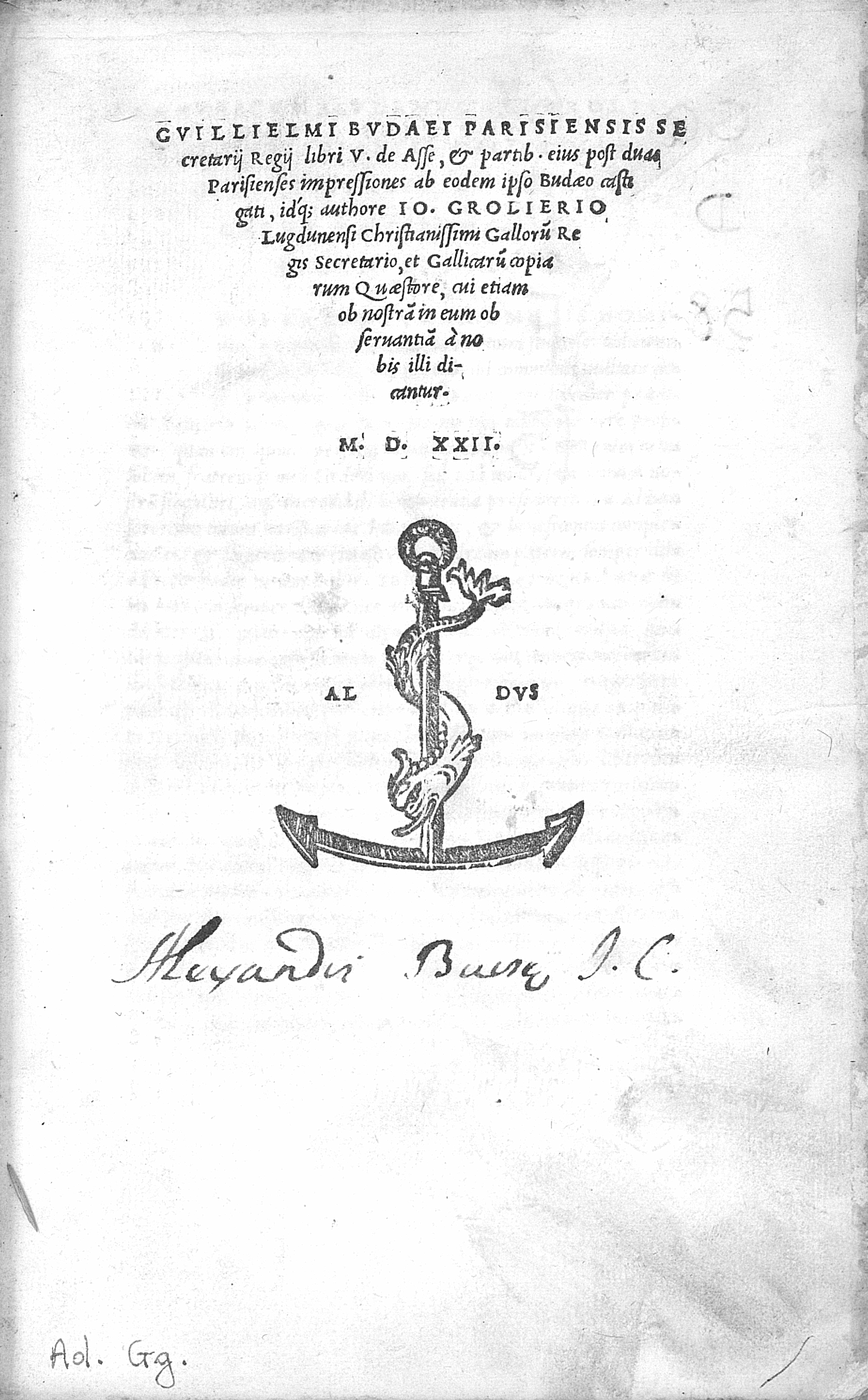
Libri V de Asse et partibus ejus, 1522

Бюде выполнил перевод на латынь нескольких сочинений Плутарха. Привлёк внимание учёного мира своими «Аннотациями к Пандектам» (Annotationes in quator et viginti Pandectarum libros, 1508). Трактат по нумизматике и экономике Древнего Рима «Об ассе» (De asse, 1514) прославил его на всю Европу. Автор трактата «О наставлении государя» (De l’institution du prince, соч. 1519, опубликован посмертно в 1547 году); «Комментария к греческому языку» (1529); трактатов «О филологии» (De Philologia) и «О правильном и своевременном изучении литературы» (De studio litterarum recte et commode istituendo, оба — 1532). В наиболее значительном своём сочинении, насыщенном энциклопедическими познаниями и оригинальной символикой трактате «О переходе от эллинства к христианству» (De transitu hellenismi ad christianismum, 1535), Бюде развивает идеи Эразма Роттердамского о преемственности культур.

По словам А. Д. Михайлова, 
«Бюде был типичным представителем раннего этапа Возрождения со свойственными ему иллюзиями относительно хода исторического процесса, слишком верил в любимую им филологию, полагая, что с её помощью можно переделать природу человека и следовательно преобразовать общество».

### Переписка
Бюде состоял в переписке со знаменитыми писателями и мыслителями своего времени: Эразмом Роттердамским (со временем их отношения испортились; Эразм отказался от настойчивых приглашений Бюде прибыть в Париж), Томасом Мором, Этьеном Доле, Пьетро Бембо, Франсуа Рабле. Большая часть писем написана на латыни и греческом — письменным французским языком Бюде владел менее уверенно.

### Бюде о своей эпохе
Известный французский историк Жан Делюмо в своей книге «Грех и страх» приводит следующую цитату из трактата Бюде «О переходе от эллинства к христианству»: 
О горький и гибельный удел нашего времени, каковое хотя и восстановило замечательным образом славу литературы, но вследствие злодеяний нескольких человек и прегрешений множества запятнало себя тяжким и неискупимым нечестием!.. Всё… смешалось и перепуталось, самое возвышенное с самым низменным, ад с небесами, наилучшее с наихудшим… Насколько в это время изучение словесности и её слава достигли апогея, настолько же корабль Господа подвергается опасности среди густого мрака и глубокой ночи. Более того, корабль разбит ударами стихии и может… пойти ко дну, борясь с опасностью на глазах у всех и с ненавистью осмеиваемый…
Эти строки выражают глубочайшую обеспокоенность Бюде связанным с Реформацией религиозным расколом и его влиянием на умы.

## Семья
У Бюде и его супруги, урожденной Роберты Лe Лиёр, было одиннадцать детей: семеро сыновей и четыре дочери. После его кончины вдова (она состояла в переписке с Кальвином) переселилась в Женеву и там перешла в кальвинизм, между тем как сыновья служили делу Реформации на родине.

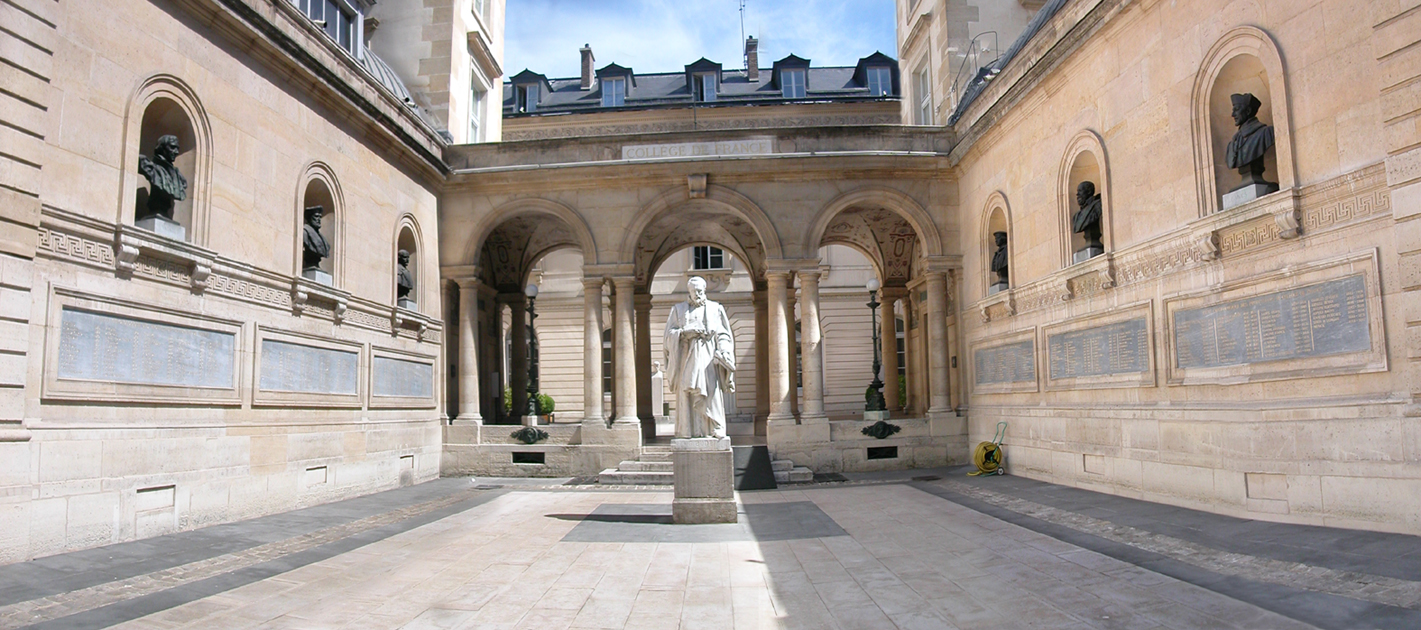
Памятник Гийому Бюде во дворе Коллеж де Франс (Париж)

## Посмертная слава
Имя Бюде носит основанное в 1917 году учёное общество французских гуманитариев (фр. L’association Guillaume-Budé) и издаваемая ими с 1920 года серия сочинений древних авторов (первая из публикаций серии — диалог Платона «Гиппий Младший»; всего выпущено более 800 томов). В задачу Общества входит также организация конференций и других научных мероприятий.